# Harmony Korine
Harmony Korine (Bolinas, 1973. január 4. –) amerikai független filmrendező, forgatókönyvíró.
Azzal vált ismertté, hogy megírta Larry Clark 1995-ös Kölykök című filmjének forgatókönyvét, majd olyan világszerte bemutatott mozifilmeket készített, mint a Spring Breakers – Csajok szabadon, vagy a Túltolva.

## Származása, pályakezdése
Harmony Korine 1973-ban született a kaliforniai Bolinas városában, zsidó szülők gyerekeként. Az apja sztepptáncos és tévés dokumentumfilm producer volt, fia így került kapcsolatba már egészen fiatal korában a művészettel és szórakoztatóiparral. Első filmes hatásaiként említi Werner Herzog "A törpék is kicsin kezdték" című filmjét.
Az 1980-as évek elején a családja a Tennessee állambeli Nashville-be költözött, itt játszódik a 2009-es Trash Humpers című filmje is. Korine drámaírást kezdett tanulni a New York-i Egyetemen, de egy félév után otthagyta, hogy profi gördeszkás lehessen. Egy gördeszkaparkban figyelt fel rá Larry Clark fényképész-rendező, akivel összebarátkoztak és 1995-ben Korine 19 évesen megírta a megosztó sikerfilmmé vált "Kölykök" forgatókönyvét.

### Filmes pályafutása
A Kölykök után 1997-ben mutatta be első saját rendezésű filmjét, a Gummot (magyar címén Tétova lelkek). A film a Velencei Filmfesztiválon debütált, ahol a filmkritikusok nemzetközi szövetsége részesítette elismerésben, innentől a szakma is komolyan vette munkásságát. A Gummo egy tornádó sújtotta kisváros fiataljainak deviáns életét követi nyomon. Karakterei, formai megvalósítása, és szabad narratívája későbbi filmjeit is végigkísérik.
1999-ben elkészítette a Julien, a szamárfiút, ami egy hivatalos Dogma Film. Ezután nyolc év szünetet tartott következő filmjének, az Imitátorok elkészítéséig, drogproblémái és kiégése miatt. 2009-ben mutatta be a VHS-esztétikával pusztító elmaszkírozott nyugdíjasokról szóló filmjét, a Trash Humperst. A filmet a rangos CPH:DOX fesztiválon díjazták, közönség számára ismét megosztó hatású volt, kult körökben máig nagy népszerűségnek örvend.
2011-ben a Die Antwoord rape-rave duó szereplésével és zenéivel leforgatta az Umshini Wam című rövidfilmet, amit a VICE mutatott be.
A 2010-es évektől a nagyközönség elé, multiplexekbe eljuttatott avantgárd filmjeivel tűnt fel kétszer. 2012-ben a volt Disney sztárokból, James Franco-ból, és a saját feleségéből (Rachel Korine) verbuvált színészgárdával készítette el a Spring Breakers című filmjét. A film a Velencei Filmfesztivál digitális különdíját kapta, a Diseny sztárokért érkező csalódott közönség azonban már kevésbé lelkesen fogadta. A lírai avantgárd stilisztikai jegyeit viselő film a tinisztárok rajongóinak nem voltak olyan imponálóak, mint a szakmának. 2019-ben mutatta be Matthew McConaughey főszereplésével a Beach Bum (magyarul Túltolva) című filmjét.

### Magánélete
1993-tól a 2000-es évek elejéig Chloë Sevigny-vel járt, aki szerepelt a Kölykökben, a Gummoban és a Julien szamárfiúban is. Felesége Rachel Korine, akit színészként szerepeltetett az Imitárotok, a Trash Humpers és a Spring Breakers című filmjeiben. 2 gyermekük van, idősebbik lányuk Lefty Korine.

## Filmográfia

### Film
| Év   | Magyar cím                        | Eredeti cím       | Feladatkör | Feladatkör | Megjegyzések       |
| Év   | Magyar cím                        | Eredeti cím       | Rendező    | Író        | Megjegyzések       |
| ---- | --------------------------------- | ----------------- | ---------- | ---------- | ------------------ |
| 1995 | Kölykök                           | Kids              | Nem        | Igen       |                    |
| 1997 | Gummo – Tétova lelkek             | Gummo             | Igen       | Igen       |                    |
| 1999 | Julien, a szamárfiú               | Julien Donkey-Boy | Igen       | Igen       |                    |
| 2002 | Ken Park                          | Ken Park          | Nem        | Igen       |                    |
| 2007 | Imitátorok                        | Mister Lonely     | Igen       | Igen       | filmproducer       |
| 2009 |                                   | Trash Humpers     | Igen       | Igen       | operatőr           |
| 2012 | Spring Breakers – Csajok szabadon | Spring Breakers   | Igen       | Igen       |                    |
| 2019 | Túltolva                          | The Beach Bum     | Igen       | Igen       |                    |
| 2023 |                                   | Circus Maximus    | Igen       | Nem        | "Pompeii" szegmens |
| 2023 |                                   | Aggro Dr1ft       | Igen       | Nem        |                    |

### Televízió
| Év   | Cím                           | Feladatkör | Feladatkör | Megjegyzések              |
| Év   | Cím                           | Rendező    | Író        | Megjegyzések              |
| ---- | ----------------------------- | ---------- | ---------- | ------------------------- |
| 2003 | David Blaine: Above the Below | Igen       | Nem        | televíziós dokumentumfilm |

### Rövidfilmjei
- Anne Frank Naplója 2. rész (1998)
- Mac és Plac (2010) – a Trash Humpers szereplőivel
- Curb Dance (2010) – Korine sztepptáncol benne
- Umshini Wam (2011) – a cím Dél-Afrikában annyit jelent, mint "Add ide a gépfegyveremet!"
- Snowballs (2011)[7]
- egy rész a Negyedik dimenzió című antológiafilmben (2012)
- Dior Addict reklámfilm (2014)
- Rihanna Needed me című számának videoklipje (2016)
- Duck Duck (2019) -a Gucci és a Snapchat felkérésére készített kísérleti film az általuk fejlesztett filterek alkalmazásával